# Johnny Galvão
José João Oliveira Galvão (1942 - 19 de setembro de 2021) foi um músico português que desenvolveu a maior parte do seu trabalho de instrumentista, produtor e arranjador em Espanha. É mais conhecido como Johnny Galvão, Joni Galvão ou J.J. Galvão.

## Carreira
Fez parte do grupo Os Duques até 1968. O primeiro EP (Sousa Galvão Apresenta Os Duques – 1963), foi editado antes de ter ido viver para Espanha. Ainda gravaram mais alguns discos até 1968.
Em Espanha foi membro de grupos conhecidos como os Los Buenos (1968 e 1969) e Aguaviva. Tornou-se músico de estúdio e membro principal da formação que acompanhava o músico Miguel Rios. Trabalhou também na renovação do flamenco com Paco de Lucia e Manolo Sanlucar. Colaboração na produção de artistas como Las Grecas, Lolita, Rosa Morena e Sergio Makaroff. Lançou o disco "Joni Galvao & The Music Circus ‎- Incontro Con Demis Roussos" em 1975.
Ainda em Madrid colaborou com vários artistas da Polygram Portuguesa. Produziu discos portugueses como Abracadabra e Cabra-Cega de Paulo de Carvalho e Não Não Não de Adelaide Ferreira. Co-escreveu temas como "Cabra-Cega". Colaborou ainda com outros artistas como Doce como co-produtor do álbum "É demais".
No Brasil colaborou em trabalhos de artistas como Raimundo Fagner e Leo Jaime.
Em 1991 produziu a cantora Luz Sá da Bandeira. Colaborou no álbum Delírios Ibéricos (1991) de intercâmbio entre o português Rão Kyao e os espanhóis Ketama.
Participou no Festival RTP da Canção, em 1996, como autor da música A Minha Ilha de Bárbara Reis. Em 2001 foi orquestrador de várias das músicas concorrentes ao Festival RTP da Canção.
Em 2003 produziu a dupla Miguel e André, ainda em Madrid.
Criou também músicas para o teatro, cinema e publicidade. Regressou a Portugal e formou a Raga, com Rui Filipe Reis. Em 2007 apresentam os grupos Xaile e Rosa Negra.
Em 2012 é um dos autores, conjuntamente com Rui Filipe, da canção que os Cumplic's levaram ao Festival RTP da Canção.
Foi pai da radialista Ana Galvão.
Morreu a 19 de setembro de 2021, aos 79 anos.